# Rhaphidophora longa
Rhaphidophora longa är en insektsart som beskrevs av Andrej Vasiljevitj Gorochov 2002. Rhaphidophora longa ingår i släktet Rhaphidophora och familjen grottvårtbitare. Inga underarter finns listade i Catalogue of Life.